# Wckd Nation
Wckd Nation je slovenska glasbena skupina iz Ljubljane.

## Zgodovina
Skupino sta leta 2015 ustanovila brata Peter in Žiga Smrdel skupaj z Mašo But. Spoznali so se na džezovskem oddelku glasbenega konservatorija v Celovcu. Osnovni trio je sčasoma prerasel v 9-člansko zasedbo, ki so se ji pridružili Filip Vadnu, Anže Vrabec, Nejc Škofic, Grega Skaza, Matic Mikola in Sandi Štor (na odru jih je sicer običajno osem, saj se klaviaturista Vrabec in Škofic izmenjujeta), ki so vsi tako ali drugače povezani s celovškim konservatorijem.
Po nekaj letih preigravanja priredb so leta 2018 izdali dve avtorski skladbi, »Time« in »Troubles«. Marca 2019 so se odpravili na mednarodno turnejo po Baltiku, v okviru katere so nastopili tudi na festivalu Tallinn Music Week. Med turnejo je izšel njihov tretji singel »New Path«, za katerega so posneli svoj prvi videospot. V leto 2020 so vstopili kot eni izmed slovenskih izbrancev programa INES#talent (INES#talents 2020). 7. februarja 2020 so nastopili na Mentu. Spomladi so se prijavili na natečaj 35 Years for You Radia Si in bili na njem s pesmijo »Come Over, Come By« tudi izbrani. Posneli so jo konec maja v Studiu 22 mariborskega RTV-centra. Na njej je gostoval ljubljanski raper Vazz. Sodelovali so tudi na kompilacijskem EP-ju Stereo Isolation (2020), ki je v času samoizolacije nastal na pobudo festivala Jazz 'ma mlade, in sicer s skladbo »Counting Days«, ki je kot singel izšla marca 2021. Na sedmi podelitvi zlatih piščali (2021) so prejeli zlato piščal za novince leta 2020.

## Zasedba
- Peter Smrdel – bas
- Maša But – vokal
- Žiga Smrdel – bobni
- Nejc Škofic – klaviature
- Anže Vrabec – klaviature
- Filip Vadnu – kitara
- Grega Skaza – altovski saksofon
- Matic Mikola – tenorski saksofon
- Sandi Štor – trobenta

## Diskografija
- 2018: Time
- 2018: Troubles
- 2019: New Path
- 2019: The Swan King
- 2020: Airplane Blonde – feat. Beatox
- 2020: Come Over, Come By – feat. Vazz
- 2021: Counting Days